# Спинола, Агостино
Агостино Спинола (итал. Agostino Spinola; Генуя, 1624 — Генуя, 1692) — дож Генуэзской республики.

## Биография
Родился в Генуе в 1624 году. После совершеннолетия 
получил свою первую государственную должность, некоторое время работал в Банке Сан-Джорджо. При вспышке чумы в Генуе в 1656-1657 годах работал вместе с другими местными дворянами над оказанием помощи населению и поддержанием системы управления. Позднее был направлен чрезвычайным послом в Испанию, где вел переговоры об урегулировании территориальных споров по поводу маркизата Финале на западе Лигурии.
Был избран дожем 29 июля 1679 года, 125-м в истории Генуи, став одновременно королём Корсики. Его правление прошло мирно и спокойно. Упоминания заслуживает лишь урегулирование деликатного дипломатического вопроса, связанного с ростом напряженности между Генуей и королём Франции Людовиком XIV после бомбардировки французами лигурийского побережья в 1679 году. Вопрос не был решен, и конфликт достиг кульминации в 1684 году, когда французский флот обстрелял Геную. Его мандат завершился 29 июля 1681 года, после чего он продолжил служить Республике на различных постах.
Умер в Генуе в 1692 году, место его захоронения неизвестно.